# Ecphylus hespenheidei
Ecphylus hespenheidei är en stekelart som beskrevs av Marsh 2002. Ecphylus hespenheidei ingår i släktet Ecphylus och familjen bracksteklar. Inga underarter finns listade i Catalogue of Life.